# Sergio y Estíbaliz
Sergio y Estíbaliz fue un dúo musical español formado por Sergio Blanco Rivas y Estíbaliz Uranga, que además formaron matrimonio desde 1975. 
Tras salir de la formación Mocedades (formada con los hermanos de Estíbaliz), cosecharon numerosos éxitos en las décadas de 1970 y 1980 con temas como «Cantinero de Cuba» o «Tú volverás», con la que representaron a España en el Festival de la Canción de Eurovisión 1975. En 1993 formaron, junto con miembros de Mocedades, el grupo El Consorcio.

## Biografía
Se conocieron en un concierto en 1967. Entraron a formar parte del grupo Voces y Guitarras, que más tarde se llamaría Mocedades, con los que grabaron tres discos. En diciembre de 1972 ellos decidieron abandonar el grupo y emprender carrera en solitario. 
En 1973, por tanto, grabaron su primer álbum, de la mano de Juan Carlos Calderón, titulado Sergio y Estíbaliz. Tras el éxito de éste, al año siguiente grabaron Piel.
En 1975 fueron elegidos para representar a España en el Festival de Eurovisión, que se celebraría en Estocolmo, con la canción «Tú volverás», firmada por Juan Carlos Calderón, que llegaría al décimo puesto, siendo todo un éxito en España y Latinoamérica. Ese mismo año, el 9 de diciembre de 1975 contrajeron matrimonio en Bilbao. En 1976 editaron el álbum Quién compra una canción. El éxito acumulado les hizo grabar un disco recopilatorio, Queda más vida, y al año siguiente decidieron editar un disco homenaje a la tierra latinoamericana titulado Canciones sudamericanas. En 1978 participaron en la grabación del álbum Misa campesina nicaragüense (del cantautor nicaragüense Carlos Mejía Godoy) con otros artistas como Ana Belén o Elsa Baeza cantando dos canciones del mismo y el canto final con todos los artistas participantes.
Tras intentar un cambio con la fórmula folk, en 1979 grabaron Beans, con varios temas en inglés, que no tuvo la aceptación esperada por la pareja, al cambiar drásticamente de estilo musical e incluso de estética.
Tras tomarse un descanso, en el que tuvieron una hija, en 1983 grabaron el álbum Agua, con el que volvieron a sus orígenes. En febrero de 1984 hicieron una breve aparición en el concierto de Quince años de música de Mocedades, en el que cantaron tres temas con ellos. Ese mismo año, participaron en el musical Jesucristo Superstar. Al año siguiente editaron Cuidado con la noche del que salió su sencillo «Cantinero de Cuba» de Arturo Pareja Obregón y «Te quiero y ya» de Hernaldo Zúñiga. Este álbum los llevó a lo más alto de las listas de ventas españolas y sudamericanas. El sencillo Lluvia de plata está interpretado a dúo con Mocedades, constituyendo una rareza al ser la única grabación de tal grupo tras la salida de Amaya Uranga y antes de la entrada de su sustituta Ana, solo con los cinco históricos restantes por tanto. Al año siguiente publicaron Sí señor que gozó también de popularidad.
Coincidiendo con el nacimiento de su segunda hija, publicaron el álbum Déjame vivir con alegría, en el que interpretaron entre otras «Only the heart may know» de Dan Fogelberg. En 1989 les esperaba un nuevo fracaso discográfico, de la mano de De par en par lo que hizo romper el contrato con su casa discográfica. Años más tarde publicarían Planeta Tierra que es el punto final de la carrera discográfica de la pareja.
Ya en 1993 decidieron unirse de nuevo con antiguos componentes de Mocedades, Amaya Uranga (exsolista principal de Mocedades) e Iñaki Uranga (ambos hermanos de Estíbaliz) y con Carlos Zubiaga (antiguo componente de Los Mitos y miembro de la época dorada de Mocedades, integrante de la formación conocida como Los seis históricos), para formar El Consorcio, con el que grabaron doce trabajos discográficos, el último de ellos Querido Juan (en 2008).
En 2007 formaron parte del jurado del concurso de TVE, Lluvia de estrellas.
Su hija María Blanco Uranga es la líder y cantante del grupo indie con influencias folk Mäbu, continuando así los pasos de sus padres.
Sergio Blanco, que además de a la música dedicó parte de su vida a la escultura, falleció el 15 de febrero de 2015 a los 66 años.

## Discografía
- 1973: Sergio y Estíbaliz
- 1974: Piel
- 1975: Tú volverás
- 1976: Quién compra una canción
- 1976: Queda más vida
- 1977: Canciones sudamericanas
- 1979: Beans
- 1983: Agua
- 1985: Cuidado con la noche
- 1986: Sí señor
- 1988: Déjame vivir con alegría
- 1989: De par en par
- 1992: Planeta Tierra

## Discografía con Mocedades
- 1969: Mocedades 1.
- 1970: Mocedades 2.
- 1971: Mocedades 3.
- 1973: Mocedades 4.
- 1984: 15 años de música (Disco en directo conmemorativo de los 15 años de existencia de Mocedades donde el dúo participó en varias canciones).

En el disco Mocedades 4, la mayoría de las canciones fueron grabadas por la formación posterior a la marcha de Sergio y Estibaliz, conocida como Los seis históricos. Sin embargo, tres de las canciones incluidas en el disco, Rin Ron, Mary Ann y Yesterday (was a happy day), fueron grabadas en 1972 por la formación del disco anterior, que incluía a Sergio y Estíbaliz, siendo la última de las tres de hecho interpretada por Sergio como solista.

## Discografía con El Consorcio
- 1994: Lo que nunca muere.
- 1994: Peticiones del oyente.
- 1994: Programa doble.
- 1998: Cuba.
- 2000: Las canciones de mi vida.
- 2003: En vivo desde el corazón de México.
- 2005: De ida y vuelta.
- 2008: Querido Juan.
- 2012: Noche de ronda.

Además han grabado cinco recopilatorios.